# Gilles Pinel
Pour les articles homonymes, voir Pinel.
Gilles Pinel (?-1700), est un pionnier de la Nouvelle-France. Cofondateur de la famille Pinel, il a laissé un grand héritage dans la région de Québec.

## Biographie
Gilles Pinel est le second fils de Nicolas Pinel (originaire de La Rochelle) et de Madeleine Maraud.
À la mort de son père, il continue à aider sa mère et ses frères Pierre et Isaac (le cadet) sur la terre de Gaudarville.
Mais, dès le 29 novembre 1656, il acquiert une habitation située entre Sillery et le cap Rouge.
Le 28 juillet 1657, Gilles Pinel revend à Guillaume Routhier, l'habitation située entre Sillery et la cap Rouge.
Il épouse Anne Léodet le 2 septembre 1657 dans une salle du Collège des Jésuites à Québec.
En 1666, la famille déménage à la Côte Saint-Ignace sur une terre jusque-là non concédée.
Au recensement de 1681, il habite à Dombourg (Neuville).
Il décède à Neuville où il est inhumé le 15 janvier 1700. Son épouse est inhumée au même endroit le 14 décembre de la même année.